# Rauhbein
Rauhbein ist eine deutsche Folk-Rock-Band um den Sänger Henry M. Rauhbein aus Velmeden, Hessisch Lichtenau, Hessen. 

## Bandgeschichte
Henry M. Rauhbein war bereits vor Bandgründung regional bekannt und trat als Elvis-Imitator und Sänger von Heimatliedern aus der Großalmeröder Grabenzone auf diversen Veranstaltungen auf. Ein Arbeitsunfall sorgte dafür, dass er seine berufliche Karriere beenden musste. Er reiste mit seinem Motorrad und seiner Gitarre nach Irland und schlug sich dort als Pubmusiker durch. Zurück in Deutschland begann er mit Daniel Barbosa vom Tonstudio Dluxe Studios in Rosdorf an eigener Musik zu arbeiten. Zusammen mit Tobias Langer und Produzent Stephan Hinz (H-Blockx) begann er ab 2019 das Musikprojekt Rauhbein auszuarbeiten. Erste Demos brachten der Band einen Plattenvertrag bei Believe, einem Unterlabel von Soulfood, ein. Mit dem Label entstand während der COVID-19-Pandemie über einen Zeitraum von drei Monaten das Material für das erste Album.
Zur Band kamen unter anderem Dennis Poschwatta und Godi Hilmann, die beide bei Guano Apes spielten. Später übernahm Drummer Louis Schaden den Job am Schlagzeug, nachdem sich Dennis Poschwatta vermehrt auf seine Arbeit bei den Guano Apes fokussierte. 2022 spielte die Band als Vorband von DArtagnan. Nach vier Singles erschien am 11. März 2022 das Debütalbum Steh wieder auf über Drakkar Entertainment, das Platz 20 der deutschen Charts erreichte. Die Band spielt im Anschluss auch im Vorprogramm von In Extremo sowie auf dem Wacken Open Air. Rauhbein singt seit der Saison 2023/2024 für die nordhessische Eishockey-Mannschaft Kassel Huskies die Hymne „Blau & Weiß“.

## Musikstil
Musikalisch handelt es sich nach eigener Aussage um eine Mischung aus Santiano und Rammstein, wobei Wert auf eine Mischung aus Rocksongs und Balladen gelegt wird. Des Weiteren finden sich Elemente aus dem Irish Folk in der Musik. Texte und Musik sind von Henry M. Rauhbeins Leben und seiner Liebe zu Irland beeinflusst. Neben Party- und Saufliedern werden auch kleine Geschichten zum Nachdenken von der Band gespielt.

## Diskografie

### Studioalben
- 2022: Steh wieder auf (Drakkar Entertainment)
- 2023: Herz eines Kriegers (Drakkar Entertainment)
- 2024: Adrenalin (Reigning Phoenix Music)

### Singles
- 2021: Komm mit uns
- 2021: Hoch die Tassen
- 2022: Bei dir
- 2022: Auf die Freundschaft
- 2022: Steh wieder auf
- 2023: Herz eines Kriegers
- 2023: Wir sind eins
- 2023: Fass voller Whisky
- 2023: Feier frei
- 2023: Weckt die Toten (Version 2024) (mit In Extremo)
- 2024: Blau & Weiß